# Chlorophorus dimidiatus
Chlorophorus dimidiatus är en skalbaggsart som beskrevs av Aurivillius 1922. Chlorophorus dimidiatus ingår i släktet Chlorophorus och familjen långhorningar. Inga underarter finns listade i Catalogue of Life.